# Big Horn
Big Horn è un census-designated place degli Stati Uniti d'America, situato nella Contea di Sheridan nello stato del Wyoming. Nel censimento del 2010 la popolazione era di 490 abitanti.

## Geografia fisica
Secondo i rilevamenti dell'United States Census Bureau, la località di Big Horn si estende su una superficie di 7,3 km², tutti occupati da terre.

## Popolazione
Secondo il censimento del 2000, a Big Horn vivevano 198 persone, ed erano presenti 51 gruppi familiari. La densità di popolazione era di 27,2 ab./km². Nel territorio comunale si trovavano 76 unità edificate. Per quanto riguarda la composizione etnica degli abitanti, il 97,98% era bianco, l'1,52% era nativo e lo 0,51% apparteneva a due o più etnie. La popolazione di ogni etnia ispanica corrispondeva all'1,52% degli abitanti.
Per quanto riguarda la suddivisione della popolazione in fasce d'età, il 31,8% era al di sotto dei 18, il 4,0% fra i 18 e i 24, il 23,2% fra i 25 e i 44, il 28,8% fra i 45 e i 64, mentre infine il 12,1% era al di sopra dei 65 anni di età. L'età media della popolazione era di 40 anni. Per ogni 100 donne residenti vivevano 94,1 uomini.